# Olimpijski Konkurs Sztuki i Literatury 1920
Olimpijski Konkurs Sztuki i Literatury 1920 – 2. edycja Olimpijskiego Konkursu Sztuki i Literatury, który odbył się podczas Letnich Igrzysk Olimpijskich w 1920 w Antwerpii. Medale przyznawane były w pięciu kategoriach, do których należały: architektura, literatura, muzyka, malarstwo i rzeźbiarstwo. Medale przyznawano za prace tematycznie powiązane ze sportem. Udział wzięło zaledwie 11 artystów (10 mężczyzn i 1 kobieta – Henriette Brossin de Polanska) z 5 państw świata. Tabelę medalową zdominowali Belgowie zdobywając sześć krążków.

## Medaliści
| Konkurencja  |                                        |                                                         |                                    |
| ------------ | -------------------------------------- | ------------------------------------------------------- | ---------------------------------- |
| Architektura | −                                      | Holger Sinding-Larsen Projekt szkoły gimnastycznej      | −                                  |
| Literatura   | Raniero Nicolai „Piosenki olimpijskie” | Theodore Andrea Cook „Igrzyska Olimpijskie w Antwerpii” | Maurice Bladel „Pozytywni bogowie” |
| Muzyka       | Georges Monier „Olimpiada”             | Oreste Riva „Marsz zwycięstwa”                          | −                                  |
| Malarstwo    | −                                      | Henriette Brossin de Polanska „Skok”                    | Alfred Ost „Piłkarz”               |
| Rzeźbiarstwo | Albéric Collin „Życie”                 | Simon Goossens „Łyżwiarze”                              | Alphons De Cuyper „Waga i Biegacz” |

### Tabela medalowa konkursu
| Poz.    | Państwo         |   |   |   | Łącznie |
| ------- | --------------- | - | - | - | ------- |
| 1       | Belgia          | 2 | 1 | 3 | 6       |
| 2       | Włochy          | 1 | 1 | 0 | 2       |
| 3       | Francja         | 0 | 1 | 0 | 1       |
| 3       | Wielka Brytania | 0 | 1 | 0 | 1       |
| 3       | Norwegia        | 0 | 1 | 0 | 1       |
| Łącznie | Łącznie         | 3 | 5 | 3 | 11      |